# Juan Antonio Aguirre
Juan Antonio Aguirre (Madrid, 14 de octubre de 1945-19 de marzo de 2016) fue un pintor, crítico y teórico del arte español, considerado el impulsor de la llamada Nueva Generación.

## Biografía
Cursó Filosofía y Letras en la Universidad Complutense de Madrid y tomó clases de pintura del sorollista José Manaut Viglietti. A mediados de los años 1960 realizó su primera exposición en la galería Amadís (Madrid) —de la que sería director más tarde—, animado por el dramaturgo Francisco Nieva y prologado el catálogo por Ángel Crespo. Continuó sus exposiciones en la capital de España, así como en Zaragoza o Valencia, entre otras ciudades. Inicialmente su pintura se encontró próxima al naíf y, después, a las series abstractas; no tardó en evolucionar, manteniendo la viveza de los colores pero adoptando una composición rígida próxima al neoconstructivismo, con formas desdibujadas al estilo de Edvard Munch. Así se le considera creador de la llamada Nueva Generación que buscó romper con el informalismo reflejado en el Grupo de Cuenca. Junto a Aguirre se concentraron un nutrido grupo de artistas españoles como Luis Gordillo, Jordi Teixidor, Julio Plaza, Elena Asins o José María Yturralde, entre muchos.
Como crítico de arte publicó en la Gaceta Universitaria y la revista Artes. Fue profesor de la Universidad Autónoma de Madrid (1969-1970) y conservador del Museo Español de Arte Contemporáneo, del que llegó a ser subdirector los dos últimos años antes de su cierre (1983-1985). Fueron muchas las exposiciones notables, entre las que destacan, por el volumen y calidad de su obra, la realizada en el Centro Cultural Conde-Duque de Madrid en 1997 y la del Instituto Valenciano de Arte Moderno (IVAM) en 1999. Puede encontrarse obra de José Antonio Aguirre en museos como el Reina Sofía de Madrid, el IVAM, el Museo de Arte Abstracto Español de Cuenca o el Museo Patio Herreriano de Valladolid.
De sus obras publicadas se subraya Arte último: la Nueva Generación en la escena española (1969) y el documental, Encuentros de Pamplona (1972), en el que se recogen los celebrados en la capital Navarra entre artistas internacionales de diferentes expresiones (pintura, literatura, escultura, etc.).